# Wuhan
Wuhan (kineski: 武汉市, pinyin: Wuhàn Shì) je jedan od najvećih kineskih gradova i glavni grad pokrajine Hubei. Wuhan je metropolitansko područje koja se sastoji od 3 ujedinjena grada (Wuchang, Hankou i Hanyang). To je jedan od najznačajnijih centara srednje Kine i najveća luka na rijeci Jangce. Grad je poznat po tome što je u tom gradu izbila pandemija koronavirusa (COVID-19) uzrokovana virusom SARS-CoV 2.

## Zemljopis
Wuhan se nalazi u dolini Jianghan na ušću rijeke Hanshui u Jangce. Prostor je nizinski i izložen čestim poplavama. Na lijevoj obali rijeke je novi dio grada i poslovni centar s mnogim modernim zgradama, a na desnoj stari grad s povijesnim građevinama. Na prostoru grada postoji mnogo jezera. Klima je monsunska s vrlo vrućim i kišnim ljetima i blagim suhim zimama s povremenim snijegom.

## Povijest
Prostor doline rijeke Jangce je naseljen već 3000 godina. U doba dinastije Han je postojala luka Hanyang na prostoru današnjeg Wuhana. Kasnije je osnovana i luka Wuchang (oba grada su dio današnjeg ujedinjenog Wuhana). „Toranj žute čaplje” (黄鹤楼, Huánghèlóu) je sagrađen u Wuchangu 223. godine. Wuchang je u doba mongolske vlasti (Dinastija Yuan, 1271. – 1368.) postao glavni grad provincije. Sredinom 19. st. je razvijen i treći lučki grad, Hankou. Slično kao u Šangaju, do sredine 1930-ih u okrugu Hankou postojale su europske trgovačke baze (koncesijska područja), zbog čega je do danas preživjela brojna kolonijalna arhitektura, kao što je Carski njemački konzulat.
Krajem 19. st. se gradi željeznica te grad postaje komunikacijski centar riječnog i željezničkog prometa i značajno trgovačko središte.
God. 1911. Sun Yat-sen je pokrenuo Ustanak u Wuchangu koji je doveo do pada dinastije Qing i proglašenja Republike. Od 1926. godina je Wuchang bio sjedište vlade Kuomintanga koju vodi Wang Jigwei (oporba vlasti Čang Kaj Šeka) i službeni glavni grad Kine. 1938. se grad dugo odupirao japanskoj invaziji (bitka kod Wuhana), ali je ipak zauzet i postao glavni logistički centar za japanske operacije u južnoj Kini. 1944. je grad razoren u američkom bombardiranju. Nakon rata grad potpada pod komunističku vlast. S vremenom se počinje upotrebljavati ime Wuhan za sva tri grada koja se spajaju zbog doseljavanja novih stanovnika. God. 1957. je sagrađen prvi most preko rijeke Jangce.

## Znamenitosti
U gradu postoje brojni spomenici tradicionalne kineske arhitekture. Najpoznatiji je „Toranj žute čaplje” (黄鹤楼, Huánghèlóu) u obliku pagode, izvorno sagrađen u 3. st. Zanimljiva su koncertna zvona (Zenghouyi) Bianzhong markiza Yia od Zenga iz 433. pr. Kr. (rekonstrukcija) u Provincijskom muzeju na Zmijskom brdu iznad Istočnog jezera (Dong Hua). Tu se još nalaze i hram Guiyan, park Zhongshan i trg Hongshan. 
U novije vrijeme nastaju moderne građevine od kojih je najznačajniji toranj banke Minsheng (331 m visine) i Svjetski trgovački centar Wuhan (273 m). U gradu postoji mnogo jezera i parkova koji su rekreacijski centri.
- Paviljon dvorca Chu iznad Istočnog jezera
- Bianzhong zvona u Provincijskom muzeju Hubeija
- Stara knjižnica Sveučilišta Wuhan
- Zabavni park Happy Valley Wuhan

## Uprava
Administrativna podjela Wuhana čini 13 upravnih jedinica, i to: 7 distrikta (区 qu) i 6 okruga (县 xian):
| Zemljovid        | #        | Ime      | Hanzi       | Pinyin    | Broj stanovnika (2010.) | Površina (km²) | Gustoća (/km²) |
| ---------------- | -------- | -------- | ----------- | --------- | ----------------------- | -------------- | -------------- |
|                  |          |          |             |           |                         |                |                |
| Gradsko područje |          |          |             |           |                         |                |                |
| 7.               | Jiang'an | 江岸区   | Jiāng'àn Qū | 895.635   | 64,24                   | 13.942         |                |
| 8.               | Jianghan | 江汉区   | Jiānghàn Qū | 683.492   | 33,43                   | 20.445         |                |
| 9.               | Qiaokou  | 硚口区   | Qiáokǒu Qū  | 828.644   | 46,39                   | 17.863         |                |
| 10.              | Hanyang  | 汉阳区   | Hànyáng Qū  | 792.183   | 108,34                  | 7.312          |                |
| 11.              | Wuchang  | 武昌区   | Wǔchāng Qū  | 1.199.127 | 87,42                   | 13.717         |                |
| 12.              | Qingshan | 青山区   | Qīngshān Qū | 485.375   | 68,40                   | 7.096          |                |
| 6.               | Hongshan | 洪山区   | Hóngshān Qū | 1.549.917 | 480,20                  | 3.228          |                |
| Predgrađa i sela |          |          |             |           |                         |                |                |
| 2.               | Dongxihu | 东西湖区 | Dōngxīhú Qū | 451.880   | 439,19                  | 1.029          |                |
| 4.               | Hannan   | 汉南区   | Hànnán Qū   | 114.970   | 287,70                  | 400            |                |
| 3.               | Caidian  | 蔡甸区   | Càidiàn Qū  | 410.888   | 1.108,10                | 371            |                |
| 5.               | Jiangxia | 江夏区   | Jiāngxià Qū | 644.835   | 2.010                   | 321            |                |
| 1.               | Huangpi  | 黄陂区   | Huángpí Qū  | 874.938   | 2.261                   | 387            |                |
| 13.              | Xinzhou  | 新洲区   | Xīnzhōu Qū  | 848.760   | 1.500                   | 566            |                |

## Stanovništvo
Stanovništvo urbane aglomeracije Wuhana ubrzano je raslo posljednjih godina. Pretpostavlja se da će do 2035. god. imati preko 10 milijuna stanovnika.
| 1950.     | 1990.     | 2000.     | 2010.     | 2017.     |
| --------- | --------- | --------- | --------- | --------- |
| 1.068.000 | 3.417.000 | 6.638.000 | 7.515.000 | 8.090.000 |

## Gospodarstvo
Wuhan je najveća luka na rijeci Jangce, te značajan trgovački, industrijski i sveučilišni centar. U novije vrijeme se razvija elektronička, automobilska i metaloprerađivačka industrija koja se modernizira. Posebno su značajna francuska ulaganja u grad. Danas se razvio značajan sveučilišni centar s 35 visokoškolskih ustanova.
Prema studiji iz 2014., bruto domaći proizvod Wuhana iznosio je 231,55 milijardi dolara, a po glavi stanovnika 22.724 dolara. Na ljestvici ekonomski najsnažnijih gradskih regija na svijetu Wuhan je zauzeo 45. mjesto. Kao neovisna zemlja, grad bi bio jedna od 50 najvećih ekonomija na svijetu.

## Zbratimljeni gradovi
| - Arnhem Nizozemska - Ašdod Izrael - Bangkok Tajland - Bordeaux Francuska - Christchurch Novi Zeland - Duisburg Njemačka | - Jura Mađarska - Christchurch Novi Zeland - Galaci Grčka - Khartoum Sudan - Kijev Ukrajina - Kópavogur Island | - Manchester Ujedinjeno Kraljevstvo - Oita Japan - Pitsburgh SAD - Sankt Pölten Austrija - St. Louis SAD |